# Prensa de Argentina
La prensa de Argentina tiene sus orígenes en 1801 con la aparición del Telégrafo Mercantil y continua hasta la actualidad con una gran variedad de diarios, periódicos y revistas. Circulan en la Argentina más de 200 diarios, de los cuales los más vendidos son publicados en Buenos Aires: Clarín (el de mayor circulación), La Nación y Diario Popular. Entre los más vendidos del interior se encuentran: La Gaceta (Tucumán), La Voz del Interior (Córdoba) y Los Andes (Mendoza).
El diario más antiguo del país que continúa publicándose es La Capital, de Rosario (Santa Fe), por lo que se lo denomina el decano de la prensa argentina.

## Historia
El primer periódico del país fue el Telégrafo Mercantil, creado en 1801 a instancias de Manuel Belgrano y que dejaría de publicarse al año siguiente. El siguiente intento sería la Gazeta de Buenos Aires (1810-1821), un periódico, redactado por Mariano Moreno, que buscaba publicitar los actos de gobierno de la Primera Junta.
El Guardia Nacional fue un periódico que apareció por primera vez el 17 de septiembre de 1859 en Santiago del Estero. Fue fundado por Ezequiel N. Paz, oriundo de la ciudad de Buenos Aires, quién también fue Ministro General en el gabinete del gobernador Juan Francisco Segundo Borges. El periódico tenía un formato de 30 por 40 cm y un tiraje de 150 ejemplares. Publicaba principalmente noticias del gobierno del que era su vocero natural. El semanario se imprimía en la primera imprenta que tuvo la provincia de Santiago del Estero, entregada en dación en pago por el gobernador tucumano José María del Campo, porque Tucumán tenía una deuda con Santiago del Estero. La imprenta ya era considerada vieja en ese momento, un experto tucumano Pedro F. Robles debió prepararla y le enseñó el oficio de tipógrafo a cinco santiagueños: Segundo R. Araujo, Crisólogo Agüero, Crisóstomo Encalada, Ramón R. Bravo y Mauro Figueroa. En 1860 se suspendió su publicación por orden del gobernador Pedro Ramón Alcorta aduciendo “escasez de recursos”.
La Generación del Ochenta estuvo marcada por un fuerte interés por los medios de comunicación. Así es como surge el diario La Prensa en 1869, fundado por el  estanciero y político José C. Paz. Poco tiempo después, en 1870, Bartolomé Mitre funda el diario La Nación, dos años después de dejar la presidencia. Ambos diarios, de tendencia liberal-conservadora, se siguen editando hasta el día de la fecha.
En 1905 aparece el diario La Razón que se editó durante 112 años hasta su final en 2017. En 1913, el periodista uruguayo Natalio Botana funda el periódico Crítica, que se convierte en uno de los más vendidos del país por su tono sensacionalista hasta que dejó de editarse en 1962.
Existe discusiones sobre cual fue el primer diario argentino en utilizar el formato tabloide. Carlos Ulanovsky otorga ese honor al diario El Mundo (1928-1967), pero otros autores indican que ya La Mañana (1911-1919) y La Fronda (a partir de 1919) habían salido con ese formato.
En agosto de 1945 aparece el diario Clarín, fundado por Roberto Noble. En la actualidad, es el diario con mayor tirada de la Argentina, con un promedio diario de 206.837 ejemplares en marzo de 2018. En las siguientes décadas Clarín se convirtió en un multimedios con presencia en radio y televisión. El Grupo Clarín compró algunos diarios históricos de las provincias como El Litoral de Santa Fe (fundado en 1918) y La Voz del Interior de Córdoba (fundado en 1904). 
En 1974 Jorge Fascetto y David Kraiselburd crean el Diario Popular que se ubica como el tercero más leído del país. Fue el primer diario en utilizar color en sus páginas y en incluir suplementos zonales.

### La era digital
El primer periódico argentino en lanzar un sitio en internet fue el diario Los Andes, de Mendoza, en septiembre de 1995, creado por la empresa digital Los Pinos II. Ese mismo año salió la edición digital de La Nación, que se llamó La Nación line.
Clarín Digital, el portal del diario Clarín, se lanzó el 10 de marzo de 1996. Ese día obtuvo unas mil visitas, en 1998 promediaba las 60 mil visitas diarias y en 2000 tuvo más de 140 mil, ya identificado como Clarín.com. Según el ranking de Alexa.com, la web de Clarín se ubicó en 2003 entre los 500 sitios más visitados del mundo.
En 2002 apareció Infobae, nacido como medio nativo digital de economía que evolucionó hacia un portal de noticias, y que terminó por consolidarse como líder del mercado argentino de noticias en internet: según un informe de Comscore, Infobae fue en 2022 el medio periodístico de habla hispana con más visitas en el mundo, superando en visitantes únicos a los periódicos españoles El País y La Vanguardia, y en vistas totales a El Mundo y 20 Minutos, también de España.
Los dos primeros diarios digitales argentinos en implementar un muro de pago, con contenidos exclusivos para suscriptores, fueron Clarín (en mayo de 2017) y La Nación (en agosto del mismo año).
Un informe de Comscore señaló que en octubre de 2023 Infobae fue el sitio de noticias argentinos con mayor cantidad de visitantes únicos: tuvo 19.6 millones, superando a La Nación (18.1 millones de visitantes únicos), Clarín (17.1 millones), Cronista.com (14.5 millones) y TN.com.ar (13.8 millones).

## Periódicos
| Distrito/provincia     | Ciudad                              | Diario                    |
| ---------------------- | ----------------------------------- | ------------------------- |
| Ciudad de Buenos Aires | Ciudad de Buenos Aires              | Clarín                    |
| Ciudad de Buenos Aires | Ciudad de Buenos Aires              | La Nación                 |
| Ciudad de Buenos Aires | Ciudad de Buenos Aires              | Diario Popular            |
| Ciudad de Buenos Aires | Ciudad de Buenos Aires              | Página/12                 |
| Ciudad de Buenos Aires | Ciudad de Buenos Aires              | La Prensa                 |
| Ciudad de Buenos Aires | Ciudad de Buenos Aires              | Perfil                    |
| Ciudad de Buenos Aires | Ciudad de Buenos Aires              | Olé                       |
| Ciudad de Buenos Aires | Ciudad de Buenos Aires              | Tiempo Argentino          |
| Ciudad de Buenos Aires | Ciudad de Buenos Aires              | Crónica                   |
| Ciudad de Buenos Aires | Ciudad de Buenos Aires              | El Cronista               |
| Buenos Aires           | Bahía Blanca                        | La Nueva Provincia        |
| Buenos Aires           | Junín                               | Democracia                |
| Buenos Aires           | La Plata                            | El Día                    |
| Buenos Aires           | La Plata                            | Hoy                       |
| Buenos Aires           | Mar del Plata                       | La Capital                |
| Buenos Aires           | Necochea                            | Ecos Diarios              |
| Buenos Aires           | Pergamino                           | La Opinión                |
| Catamarca              | San Fernando del Valle de Catamarca | El Ancasti                |
| Catamarca              | San Fernando del Valle de Catamarca | El Esquiú                 |
| Chaco                  | Resistencia                         | Diario Norte              |
| Chaco                  | Resistencia                         | La Voz del Chaco          |
| Chubut                 | Trelew                              | El Chubut                 |
| Córdoba                | Córdoba                             | La Voz del Interior       |
| Córdoba                | Córdoba                             | Hoy día Córdoba           |
| Córdoba                | Villa María                         | El Diario                 |
| Corrientes             | Corrientes                          | El Litoral                |
| Corrientes             | Corrientes                          | El Libertador             |
| Entre Ríos             | Gualeguaychú                        | El Día                    |
| Entre Ríos             | Paraná                              | Diario Uno (Entre Rios)   |
| Entre Ríos             | Paraná                              | El Diario                 |
| Formosa                | Formosa                             | Diario Formosa            |
| Jujuy                  | San Salvador de Jujuy               | El Tribuno                |
| La Pampa               | Santa Rosa                          | El Diario de La Pampa     |
| La Rioja               | La Rioja                            | Nueva Rioja               |
| La Rioja               | La Rioja                            | El Independiente          |
| Mendoza                | Mendoza                             | Los Andes                 |
| Misiones               | Posadas                             | El Territorio             |
| Misiones               | Posadas                             | Primera Edición           |
| Neuquén                | Neuquén                             | La Mañana                 |
| Río Negro              | General Roca                        | Diario Río Negro          |
| Salta                  | Salta                               | El Tribuno                |
| Salta                  | Salta                               | Nuevo Diario              |
| Salta                  | Salta                               | Punto Uno                 |
| San Juan               | San Juan                            | Diario de Cuyo            |
| San Luis               | San Luis                            | El Diario de la República |
| Santa Cruz             | Río Gallegos                        | La Opinión Austral        |
| Santa Fe               | Rafaela                             | Diario Castellanos        |
| Santa Fe               | Rosario                             | El Ciudadano              |
| Santa Fe               | Rosario                             | La Capital                |
| Santa Fe               | Rosario                             | Rosario/12                |
| Santa Fe               | Santa Fe                            | El Litoral                |
| Santiago del Estero    | Santiago del Estero                 | El Liberal Nuevo diario   |
| Tierra del Fuego       | Río Grande                          | El Sureño                 |
| Tucumán                | San Miguel de Tucumán               | La Gaceta                 |

## Revistas
| Revista                         | Tipo                                       |
| ------------------------------- | ------------------------------------------ |
| Acción                          | Cooperativismo                             |
| Ahora Mas                       | Interés general                            |
| Apertura                        | Investigación y difusión científica        |
| Argentime                       | Regional (Argentina)                       |
| Caras                           | Espectáculos y celebridades                |
| Chacra                          | Agropecuaria                               |
| Convivimos                      | Interés general                            |
| Elle                            | Moda, belleza, decoración y estilo de vida |
| Ey!                             | Moda, belleza, decoración y salud          |
| Genios                          | Infantil                                   |
| Gente                           | Espectáculos y celebridades                |
| ¡Hola! Argentina                | Espectáculos y celebridades                |
| Jardín                          | Jardinería y el paisajismo                 |
| Jardín de Genios                | Infantil                                   |
| La Garganta Poderosa            | Política y cultura villera                 |
| Le Monde Diplomatique           | Política y actualidad internacional        |
| Living                          | Decoración                                 |
| Lugares                         | Viajes y turismo                           |
| Miradas Cablevisión             | Espectáculos y celebridades                |
| Nordelta                        | Regional (Nordelta)                        |
| Noticias                        | Política y actualidad                      |
| Ohlala                          | Moda, estilo de vida y espectáculos        |
| Paparazzi                       | Espectáculos y celebridades                |
| Para Ti                         | Moda, belleza, estilo de vida y decoración |
| Para Ti Decoracion              | Decoración                                 |
| Parabrisas                      | Autos                                      |
| Pymes                           | Gestión, tecnología y marketing            |
| Revista Ñ                       | Cultura                                    |
| Rolling Stone Argentina         | Música y cultura                           |
| Saber Vivir                     | Salud                                      |
| Selecciones del Reader's Digest | Interés general                            |
| Veintitrés                      | Política e interés general                 |
| Weekend                         | Tiempo libre, pesca y turismo              |

## Circulación

### Diarios
Según datos del Instituto Verificador de Circulaciones (IVC), los diez diarios argentinos con mayor circulación diaria en julio de 2020 eran:
| Diario              | Distrito/provincia        | Ejemplares vendidos por día |
| ------------------- | ------------------------- | --------------------------- |
| Clarín              | Ciudad de Buenos Aires    | 226 358                     |
| La Nación           | Ciudad de Buenos Aires    | 81 408                      |
| Diario Popular      | Ciudad de Buenos Aires    | 30 047                      |
| La Gaceta           | Tucumán                   | 26 013                      |
| La Voz del Interior | Córdoba                   | 21 110                      |
| Diario Los Andes    | Mendoza                   | 18 882                      |
| Página/12           | Ciudad de Buenos Aires    | 18 419                      |
| La Capital          | Santa Fe                  | 16 141                      |
| El Liberal          | Santiago del Estero       | 13 434                      |
| El Día              | Provincia de Buenos Aires | 11 978                      |

Los diarios argentinos mostraron un descenso sostenido en la circulación desde la década de 1990. Clarín y La Nación, los dos diarios de mayor tirada en el país, pasaron de vender mensualmente entre ambos en la Ciudad Autónoma de Buenos Aires un promedio de 19,7 millones de ejemplares en 1995 a 2,4 millones de ejemplares en 2023:
| Año  | Clarín     | La Nación |
| ---- | ---------- | --------- |
| 1995 | 15 499 513 | 4 209 647 |
| 2000 | 12 527 165 | 4 022 545 |
| 2005 | 10 010 664 | 3 712 718 |
| 2010 | 7 474 695  | 3 764 489 |
| 2015 | 5 512 556  | 3 694 334 |
| 2020 | 2 850 111  | 1 746 177 |
| 2023 | 1 320 657  | 1 125 493 |

Clarín perdió el 50% de lectores entre 2003 y 2018, mientras que las ventas de La Nación bajaron 35% en el mismo período.

### Revistas
Según datos del Instituto Verificador de Circulaciones (IVC), las diez revistas argentinas con mayor venta en julio de 2020 eran:
| Revista                         | Circulación neta paga |
| ------------------------------- | --------------------- |
| Convivimos                      | 409 701               |
| Acción                          | 93 561                |
| Miradas Cablevisión             | 78 800                |
| Selecciones del Reader's Digest | 49 928                |
| Living                          | 43 958                |
| Lugares                         | 34 550                |
| Ohlala                          | 33 963                |
| Caras                           | 26 979                |
| Noticias                        | 26 084                |
| Paparazzi                       | 23 412                |